# Lahos (Musiker)
Lahos (bürgerlich Leonard Biwer), auch bekannt als Leonard Bywa und Cherry Vans, ist ein deutscher Musikproduzent, DJ und Trompeter. Er wirkte als Trompeter unter anderem an dem Remix von Felix Jaehn zu Cheerleader von OMI mit und war für Alle Farben tätig. Als DJ spielt er House, speziell Techhouse.

## Leben und Karriere

### Anfänge und Mitwirkungen
Lahos wuchs im Rheinland in der Nähe von Bonn auf.
Seine musikalische Karriere begann er mit 7 Jahren als Trompeter im örtlichen Musikverein, dem Bläsercorps Auel-Gau Oberpleis e. V. In seiner Jugend spielte Lahos in diversen Bands unterschiedlichster Genres, darunter Indie Pop Bands, Funkbands, Bigbands und Karnervalsbands. Seine Erstausbildung erfolgte bereits 2001 in der Musikschule Königswinter, danach absolvierte er eine weitere Ausbildung durch den Bundeswehrtrompeter, Karlheinz (Charly) Müller.
Durch den Musikunterricht in der Schule wurde Lahos auf die Musikproduktions-Software Garageband aufmerksam und entwickelte so seine Leidenschaft für die elektronische Musik. Seine ersten Werke veröffentlichte er unter dem Pseudonym „Leonard Bywa“ unter anderem auf dem Plattenlabel Green, des bekannten Techno DJs Joris Voorn, und dem Szenelabel Cityfox. Zwischen 2012 und 2018 spielte er europaweite Shows in Clubs und auf Festivals und verschaffte sich somit einen Namen in der Technoszene.
Das Abitur absolvierte er 2011 am örtlichen Gymnasium am Ölberg in Oberpleis. Nach seinem Abschluss schlug es Lahos in den Kölner Szene-Stadtteil Ehrenfeld. Dort startete er ein Bachelor-Studium in Medienmanagement. Daraufhin folgte ein Masterstudiengang in internationalem Marketing. In dieser Zeit gründete er mit seinem Freund Dayton das Techno Label und die Booking Agentur Kunsthandwerk.
Im Jahr 2014 komponierte Lahos auf den Wunsch seines Freundes Felix Jaehn eine Trompetenmelodie für dessen Remix des zwei Jahre zuvor erschienenen Reggae-Stücks Cheerleader des jamaikanischen Sängers OMI. Die Trompetenaufnahmen entstanden im heimischen Schlafzimmer.
Durch die gemeinsame Bookingagentur, über die Lahos weiterhin unter dem Pseudonym Leonard Bywa als Techno DJ auftritt, lernte er DJ Alle Farben kennen, wodurch sich eine langfristige Zusammenarbeit entwickelte.
Seit 2015 ist Lahos regelmäßig mit Felix Jaehn und Alle Farben auf Tournee. Gemeinsam spielten sie weltweit über 100 Shows.
Weitere Gastauftritte und Studiotätigkeiten als Trompeter folgten über die Jahre unter anderem für DJ Hugel, Alvaro Soler & Nico Santos, Nina Chuba, Younotusoder Wankelmut als auch in Alle Farben Remixen für internationale Künstler wie Martin Garrix, Disclosure, Khalid, Steve Aoki oder R3hab.

### Solo-Karriere
2018 startete Lahos mit seinem ersten eigenen Song 24, welcher über die Plattenfirma Guesstimate erschien. Es folgte eine Clubsingle Nacho mit dem befreundeten DJ-Duo Younotus über das niederländische Dance-Label Dharma / Spinnin Records des US-amerikanischen Songwriters, DJs und Musikproduzenten KSHMR.
2019 stoppte Leonard Biwer das Techno Pseudonym Leonard Bywa und unterschrieb mit Lahos seinen ersten Major-Vertrag bei Sony Columbia, worüber er 6 Singles publizierte. Dabei arbeitete er unter anderem mit Features wie Nina Chuba oder ELI. Darüber hinaus erschien die Kollaboration Remember mit Alle Farben. Im selben Jahr spielte er seine ersten größeren Soloshows auf Festivals wie dem Parookaville und dem Electrisize und in Clubs wie dem Bootshaus in Köln.
Im Oktober 2020 endete die Zusammenarbeit mit Sony Music. Aufgrund der Covid-19-Pandemie und damit verbundenen Sitzkonzerten wechselte Lahos vorübergehend auf ein Live-Set. Dieses führte er mit Live-Drums, Synthesizer und Trompete als Vorband für Felix Jaehn in Berlin und für Alle Farben in seiner Heimatstadt Bonn auf.
Anfang 2021 veröffentlichte Lahos, ohne Plattenfirma, seine Debüt-EP „Youth Pattern“, in der er das elektronische Genre zum Teil verließ, Alternative Einflüsse mit Electronica vermischte und sich zum Teil selber als Sänger einsetzte. Im Mai 2021 erschien seine erste Radiosingle Bad Thing mit der schwedischen Pop-Sängerin Svea über das Independent Label House for Artists, über das auch die letzten drei Veröffentlichungen Life is Good, Tides (2022) und Love Beach (2022) publiziert wurden. Dabei erreichte Bad Thing die Top100 der Deutschen Airplay Charts. Es folgten Bookings in Clubs wie dem Halo (Hamburg) und dem Proton (Stuttgart).
Ende 2022 bis Anfang 2023 produzierte und veröffentlichte Lahos, neben seinem Hauptprojekt, unter dem Pseudonym Cherry Vans ein Lofi Album.

## Diskografie

### Singles
2018:
- Younotus, Lahos – Nacho (Dharma / Spinnin Records)
- Lahos – 24 (Raison Music)

2019:
- Alle Farben, Lahos – Remember (Synesthesia Recordings)
- Lahos – Mr. Moving On (Columbia / Sony Music)
- Lahos – Level Up (Columbia / Sony Music)

2020:
- Lahos, Volta – Close Together (Kontor Records)
- Lahos – Bomb (Columbia / Sony Music)
- Lahos, ELI – All By Myself (Columbia / Sony Music)
- Lahos – Dayslide (Columbia / Sony Music)
- Lahos, Nina Chuba – Regrets – better in my bed (Columbia / Sony Music)
- Lahos, Mote – End This Ride (Independent Release)

2021:
- Lahos – Bright Eyes (Independent Release)
- Lahos – Like That (Independent Release)
- Lahos, Mote – Golden Age (Independent Release)
- Lahos, Svea – Bad Thing (HouseForArtists)
- Lahos, Jon Paul – Life Is Good (HouseForArtists)

2022:
- Lahos – Tides (HouseForArtists)
- Lahos, Bad Actor, Jon Paul – Love Beach (HouseForArtists)

### Remixe
2018:
- Lahos – 24 (Richard Judge Remix) (Raison Music)
- Lahos – 24 (Younotus Cinematic Remix) (Raison Music)
- Lahos – 24 (Club Mix) (Raison Music)

2019:
- Lisa Pac – Sunshine (Lahos Remix) (NAH Records)
- The Rasmus – In the Shadows (Perttu & Lahos Remix) (Playground Music Scandinavia)
- Hunter Hayes – Heartbreak (Lahos Remix) (Warner Music Nashville)

2021:
- Lahos, Mote – End This Ride (Mausio Remix) (Independent Release)
- Lahos, Mote – End This Ride (Moglis Remix) (Independent Release)
- Lahos – Dayslide (Perttu Remix) (Independent Release)
- Lahos – Bright Eyes (KASPERG Remix) (Independent Release)